# Hemiphractus
Hemiphractus és un gènere de granota arborícola.

## Taxonomia
- Hemiphractus bubalus (Jiménez de la Espada, 1871).
- Hemiphractus fasciatus Peters, 1862.
- Hemiphractus helioi Sheil & Mendelson, 2001.
- Hemiphractus johnsoni (Noble, 1917).
- Hemiphractus proboscideus (Jiménez de la Espada, 1871).
- Hemiphractus scutatus (Spix, 1824).